# Пелагіївка (селище)
Пелагі́ївка — селище Чистяківської міської громади Горлівського району Донецької області, Україна. Розташоване в 72 км від Донецька. Відстань до центру територіальної громади (м. Чистякове) становить близько 12 км і проходить автошляхом місцевого значення.

## Населення

### Мова
Розподіл населення за рідною мовою за даними перепису 2001 року:
| Мова            | Кількість | Відсоток |
| --------------- | --------- | -------- |
| російська       | 16437     | 90.43%   |
| українська      | 1695      | 9.33%    |
| білоруська      | 18        | 0.10%    |
| вірменська      | 6         | 0.03%    |
| румунська       | 3         | 0.02%    |
| інші/не вказали | 17        | 0.09%    |
| Усього          | 18176     | 100%     |

За даними перепису 2001 року населення селища становило 18176 осіб, із них 9,33 % зазначили рідною мову українську, 90,43 %— російську, 0,1 %— білоруську, 0,03 %— вірменську, 0,01 %— молдовську, болгарську, німецьку та румунську мови.

## Історія
Постановою Всеукраїнського Центрального Виконавчого Комітету від 2 липня 1932 року була утворена Донецька область, до якої увійшли 17 адміністративно-територіальних одиниць (міських рад) Донбасу і 5 районів, у тому числі і Чистяковський район. Обласним центром спочатку був визначений м. Артемівськ, але вже з 16 липня 1932 року ним стало місто Сталіно.
Постановою Президіуму ВУЦВК від 4 січня 1933 року зважаючи на економічні умови Чистяківського району Донецької області, його велике промислове значення і перспективи подальшого розвитку території селищних рад «Південної групи» та «Червоної Зірки» приєднані до смуги м. Чистякового.
Статус селища міського типу Пелагіївка отримала згідно з Указом Президії Верховної Ради СРСР від 3 червня 1938 року та була приєднана до Чистяківської міськради (тепер — Торезька міська рада).